# Lijst van voetbalinterlands Albanië - Malta (vrouwen)
Deze lijst van voetbalinterlands is een overzicht van alle officiële voetbalwedstrijden tussen de nationale vrouwenteams van Albanië en Malta. De landen hebben tot nu toe twee keer tegen elkaar gespeeld.

## Wedstrijden
| № | Plaats   | Datum        | Competitie                     | Wedstrijd       | Uitslag |
| - | -------- | ------------ | ------------------------------ | --------------- | ------- |
| 1 | Ta' Qali | 4 april 2013 | WK 2015 kwalificatie           | Malta − Albanië | 1 − 1   |
| 2 | Elbasan  | 8 april 2017 | WK 2019 kwalificatie voorronde | Albanië − Malta | 0 − 0   |

## Samenvatting
| Competitie                | Totaal gespeeld | Winst Albanië | Gelijk | Winst Malta | Doelsaldo Albanië – Malta |
| ------------------------- | --------------- | ------------- | ------ | ----------- | ------------------------- |
| WK-kwalificatie           | 1               | 0             | 1      | 0           | 1 − 1                     |
| WK-kwalificatie voorronde | 1               | 0             | 1      | 0           | 0 − 0                     |
| Totaal                    | 2               | 0             | 2      | 0           | 1 − 1                     |